# Municipio de Concepción (kommun i Guatemala)
Municipio de Concepción är en kommun i Guatemala.   Den ligger i departementet Departamento de Sololá, i den sydvästra delen av landet, 70 km väster om huvudstaden Guatemala City.